# NCT 127
NCT 127 ( coréen : 엔시티 127; romanisation : Ensiti Il-i-chil  ) est la première sous-unité fixe et la deuxième sous-unité du boys band sud-coréen NCT, formé et géré par SM Entertainment . Ils débutent le 7 juillet 2016, avec leur premier EP NCT#127, avec une formation de sept membres : Taeil, Taeyong, Yuta, Jaehyun, Winwin, Mark et Haechan . Doyoung et Johnny rejoignent la formation en décembre 2016, avant leur deuxième EP Limitless, tandis que Jungwoo, le dernier membre, a été ajouté à celle-ci en septembre 2018 avant leur premier album Regular-Irregular . Ils sont connus pour leur musique expérimentale basée sur le hip-hop, qu'ils qualifient de « néo-musique », ainsi que pour leurs capacités vocales et rap, leurs chorégraphies et performances impressionnantes.
Après leurs débuts en 2016, ils se font une place sur la scène nationale en 2017 avec « Cherry Bomb », désormais reconnue comme l'une de leurs signatures, et ont reçu une plus grande attention au niveau internationale après la sortie de « Kick It » en 2020.
En avril 2019, la popularité mondiale croissante de NCT 127 incite SM Entertainement a signé des contrats avec Capitol Music Group et Caroline Distribution. Ils sortent ensuite leur EP We Are Superhuman cette année-là et leur second album studio Neo Zone en 2020, ce dernier devenant leur premier top cinq dans le Billboard 200 et leur premier album à vendre plus d'un million d'exemplaires. En 2021, NCT 127 sortent leur troisième album studio intitulé Sticker et sa version réeditée Favorite. Avec un total de 3,58 millions d'exemplaires vendus, celui-ci bat le record de l'album le plus vendu de tous les temps par un artiste de la SM Entertainment et permet à l'unité de remporté le Daesang award à la 31e édition des Seoul Music Awards,. Sticker fait ses débuts à la troisième place du Billboard 200 devenant l'album ayant été le plus longtemps classé aussi haut aux États-Unis en 2021. En 2022, NCT 127 sortent leur quatrième album studio 2 Baddies qui s'est vendu à 3,2 millions d'exemplaires les rendant le second groupe de K-pop à avoir trois albums qui se sont classés dans le top cinq du Billboard 200,,.

## Histoire et origine
En janvier 2016, le fondateur de la SM entertainment Lee Soo-man présente un projet au SM Coex Artium intitulé "SMTOWN: New Culture Technology 2016". Il annonce que le label a prévu de faire débuter un nouveau boy band avec un nombre "illimité" de membre en accord  avec le stratégie de "contenu culturel". Le groupe aurait des "sous-unités" composées de différents membres provenant de différentes villes autour du monde et que ces unités collaboreraient entre-elles fréquemment. Lee a révélé que le nom du groupe serait NCT. NCT était supposé être le premier groupe à faire ses débuts depuis Red Velvet en août 2014 et le premier groupe masculin a débuté depuis le boys band sud-coréen chinois Exo en 2012. Lors de sa présentation, Lee a également annoncé que la première sous-unité de NCT débuterait durant le premier semestre de 2016 à Séoul et à Tokyo avec des sous-unités basées sur des villes chinoises à suivre dans l'année et des unités en Asie du Sud et en Amérique Latine,,.
Le 1er juillet 2016, NCT 127 est annoncée comme étant la seconde sous-unité basée sur Séoul, un boy group qui se produirait surtout en Corée du Sud. Le nom "NCT 127" est l'acronyme pour Neo Culture Technology avec le nombre 127 qui indique la longitude de la ville de Séoul.

## Membres

### Membres actifs
| Nom de scène | Nom de scène | Nom de naissance | Nom de naissance | Date de naissance | Nationalité | Position                      |
| Romanisé     | Coréen       | Romanisé         | Cor./Jap.        | Date de naissance | Nationalité | Position                      |
| ------------ | ------------ | ---------------- | ---------------- | ----------------- | ----------- | ----------------------------- |
| Johnny       | 쟈니         | Seo Young-ho     | 서영호           | 9 février 1995    | Américaine  | Rappeur, chanteur et danseur  |
| Yuta         | 유타         | Nakamoto Yuta    | 中本 悠太        | 26 octobre 1995   | Japonais    | Chanteur et danseur principal |
| Doyoung      | 도영         | Kim Dong-Young   | 김동영           | 1er février 1996  | Sud-coréen  | Chanteur principal            |
| Jungwoo      | 정우         | Kim Jung-Woo     | 김정우           | 19 février 1998   | Sud-coréen  | Chanteur et danseur           |
| Mark         | 마크         | Lee Min-Hyung    | 이민형           | 2 août 1999       | Canadien    | Rappeur principal et chanteur |
| Haechan      | 해찬         | Lee Dong-Hyuck   | 이동혁           | 6 juin 2000       | Sud-coréen  | Chanteur principal et danseur |

### Membres inactifs
| Nom de scène | Nom de scène | Nom de naissance | Nom de naissance | Date de naissance | Nationalité | Position                            |
| Romanisé     | Coréen       | Romanisé         | Coréen/Chinois   | Date de naissance | Nationalité | Position                            |
| ------------ | ------------ | ---------------- | ---------------- | ----------------- | ----------- | ----------------------------------- |
| Taeyong      | 태용         | Lee Tae-Yong     | 이태용           | 1er juillet 1995  | Sud-coréen  | Leader, rappeur principal, chanteur |
| Jaehyun      | 재현         | Jung Yun-Oh      | 정윤오           | 14 février 1997   | Sud-coréen  | Visuel et chanteur                  |
| Winwin       | 윈윈         | Dong Si-Cheng    | 윈윈/董思成      | 28 octobre 1997   | Chinois     | Chanteur et chanteur                |

### Ancien membres
| Nom de scène | Nom de scène | Nom de naissance | Nom de naissance | Date de naissance | Nationalité | Position           |
| Romanisé     | Coréen       | Romanisé         | Cor./Jap.        | Date de naissance | Nationalité | Position           |
| ------------ | ------------ | ---------------- | ---------------- | ----------------- | ----------- | ------------------ |
| Taeil        | 태일         | Moon Tae-Il      | 문태일           | 14 juin 1994      | Sud-coréen  | Chanteur principal |

Taeyong et Jaehyun sont inactif car ils sont actuellement en train d'effectuer leur service militaire (celui-ci étant obligatoire en Corée du Sud),. Winwin n'a jamais officiellement quitté NCT 127 mais est inactif depuis 2018. Il a entre temps rejoint la sous-unité chinoise WayV où il est actif,.
Taeil a quitté le groupe en août 2024 après avoir été accusé d'agressions sexuels.

## Univers artistique

### Style musical
La musique de NCT 127 mélange des genres tels que le hip-hop, le R&B et l'EDM . Leur style le plus marquant est le hip-hop expérimental, que les membres décrivent comme « néo », en référence à leur nom. Leurs singles expérimentaux basés sur le hip-hop incluent le hip-hop hardcore « Cherry Bomb », le hip-hop d'inspiration latine « Regular », le hip-hop et R&B « puissant » « Kick It » et le hip-hop minimal et polarisant « Sticker ». Ils collaborent fréquemment avec le producteur américain Dem Jointz, qui a composé plusieurs de leurs titres majeurs aux côtés de l'auteur-compositeur sud-coréen Yoo Young-jin . Gelene Penalosa de POP! surnommé NCT 127 les « rois de la "musique bruitiste" de la K-pop » après avoir noté l'importance croissante de la musique expérimentale parmi les groupes de K-pop de quatrième génération.

## Discographie

### Singles
- Fire Truck (2016)
- Limitless (2017)
- Cherry Bomb (2017)
- Touch (2018)
- Chain (2018)
- Regular (2018)
- Simon Says (2018)
- Wakey-Wakey (2019)
- Superhuman (2019)
- Highway To Heaven (Version Anglaise) (2019)
- Kick It (2020)
- Punch (2020)
- Music, Dance (2020)
- First Love (2021)
- Gimme Gimme (2021)
- Sticker (2021)
- Favorite (Vampire) (2021)
- Earthquake (2021)
- 2 Baddies (2022)
- Ay-Yo (2023)
- Fact Check (2023)
- Be There For Me (2023)
- Colors (2024)
- Walk (2024)

### Single Promotionnelle
- Taste The Feeling (2016)
- Good Thing (2017)

### OST
- Freeze (2021)
- Amino Acid (2021)

### Participations
- Let's Shut Up & Dance (Avec Lay et Jason Derulo) (2019)
- So Am I (Avec Ava Max) (2019)
- Save (Avec Amoeba Culture) (2021)